# Université Arturo-Prat
L'université Arturo-Prat (en espagnol : Universidad Arturo Prat ou UNAP) est une université publique située à Iquique au Chili.

## Historique
L'université est fondée le 30 novembre 1984. Elle porte le nom d'Arturo Prat, un officier de la marine chilienne.